# Hopperia patagonica
Hopperia patagonica is een rondwormensoort uit de familie van de Comesomatidae. De wetenschappelijke naam van de soort is voor het eerst geldig gepubliceerd in 2004 door Pastor de Ward.